# Ikaraden
Ikaraden est un mot pluriel touareg qui sert à désigner les Toubou (en langue kanouri-kanembou) ou Goranes. Il sert parfois à désigner un clan touareg de l'Aïr qui descendrait d'un fugitif toubou.